# 橘青黴
橘青黴（學名：Penicillium citrinum）是青黴屬的一種真菌。本種常生長在柑橘類水果上，有時也在熱帶地區的香料與穀物上生長。此外本種還可感染致倦库蚊，有用作生物防治的潛力。
橘青黴可合成ACC、美伐他汀、Quinocitrinine與橘黴素等多種次級代謝物，其中美伐他汀是首例他汀类药物，由日本生化學家遠藤章於1970年代自橘青黴發現；橘黴素則是一種具腎毒性的真菌毒素。